# Eremiaphila cerisy
Eremiaphila cerisy es una especie de mantis de la familia Eremiaphilidae.

## Distribución geográfica
Se encuentra en Egipto, Irak, Irán, Omán, Arabia Saudita y Emiratos Árabes Unidos.